# Liogenys laminiceps
Liogenys laminiceps är en skalbaggsart som beskrevs av Moser 1919. Liogenys laminiceps ingår i släktet Liogenys och familjen Melolonthidae. Inga underarter finns listade i Catalogue of Life.